# باربكيو

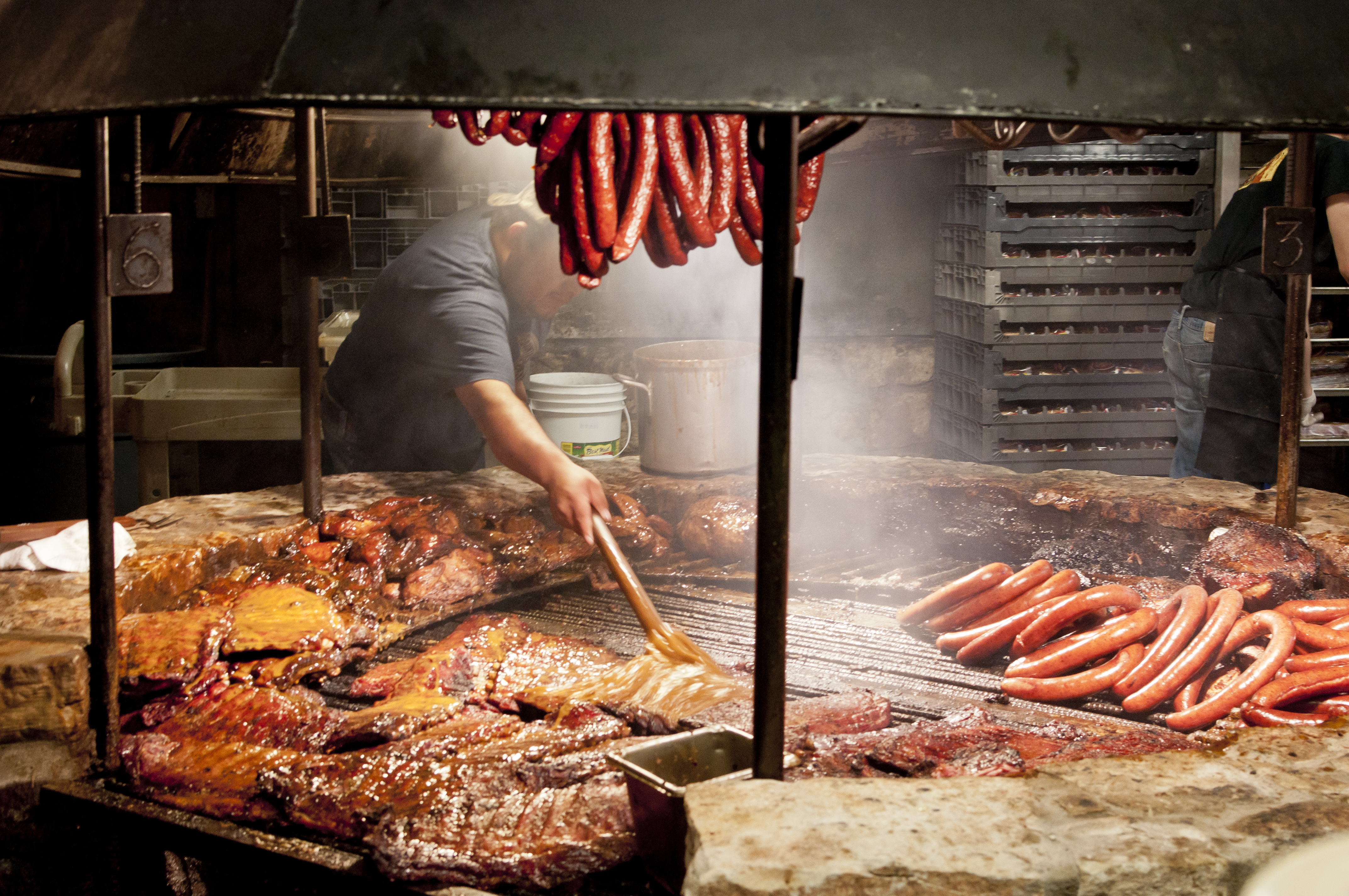
لحوم في عملية باربكيو في مطعم

باربكيو (بالإنجليزية: barbecue اختصارًا BBQ)‏ هي طريقة شواء تستعمل في القارة الأمريكية الشمالية، بالأخص في كل من كندا وأمريكا. والاختلاف الرئيسي بين الباربكيو والشواء هو أن عملية الباربكيو تتم ببطء فوق حرارة منخفضة وغير مباشرة والطعام يكتسب نكهته من خلال تنفيذ التدخين، بينما يتم الشواء بسرعة فوق حرارة مباشرة تتراوح من الدرجات المتوسطة إلى العالية ولا ينتج الكثير من الدخان.
الشواء أو شواء (بشكل غير رسمي BBQ في المملكة المتحدة والولايات المتحدة، باربي في أستراليا والشواء في جنوب أفريقيا) هو مصطلح يستخدم مع وجود اختلافات إقليمية ووطنية كبيرة لوصف مختلف أساليب الطهي التي تستخدم النار مباشرة والدخان لطهي الطعام. يُطبق المصطلح أيضًا بشكل عام على الأجهزة المرتبطة بهذه الأساليب، والمأكولات الأوسع التي تنتجها هذه الطرق، والوجبات أو التجمعات التي يتم فيها طهي هذا النمط من الطعام وتقديمه. تختلف طرق الطهي المرتبطة بالشواء اختلافًا كبيرًا ولكن معظمها ينطوي على الطهي في الهواء الطلق.
يمكن تصنيف الاختلافات الإقليمية المختلفة للشواء على نطاق واسع إلى تلك الطرق التي تستخدم التدفئة المباشرة وتلك التي تستخدم التدفئة غير المباشرة. ترتبط حفلات الشواء غير المباشرة بمطبخ أمريكا الشمالية، حيث يتم تسخين اللحوم عن طريق تحميصها أو تدخينها على الخشب أو الفحم. تتضمن طرق الشواء هذه الطهي باستخدام الدخان في درجات حرارة منخفضة وأوقات طهي طويلة (عدة ساعات). في أماكن أخرى، يشير الشواء بشكل أكثر شيوعًا إلى التطبيق المباشر للحرارة، أو شوي الطعام على الفحم الساخن أو الغاز. عاما تتم هذه التقنية على حرارة جافة مباشرة أو على نار ساخنة لبضع دقائق. ضمن هذه التصنيفات الأوسع نطاقا توجد اختلافات وطنية وإقليمية أخرى.

## علم أصل الكلمة والتاريخ

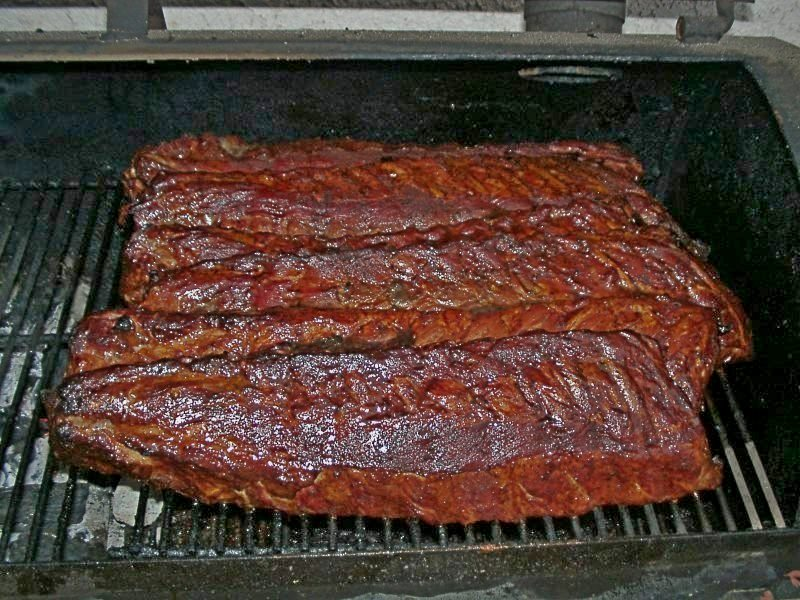
ضلوع لحم الخنزير المشوية المدخنة الجوز

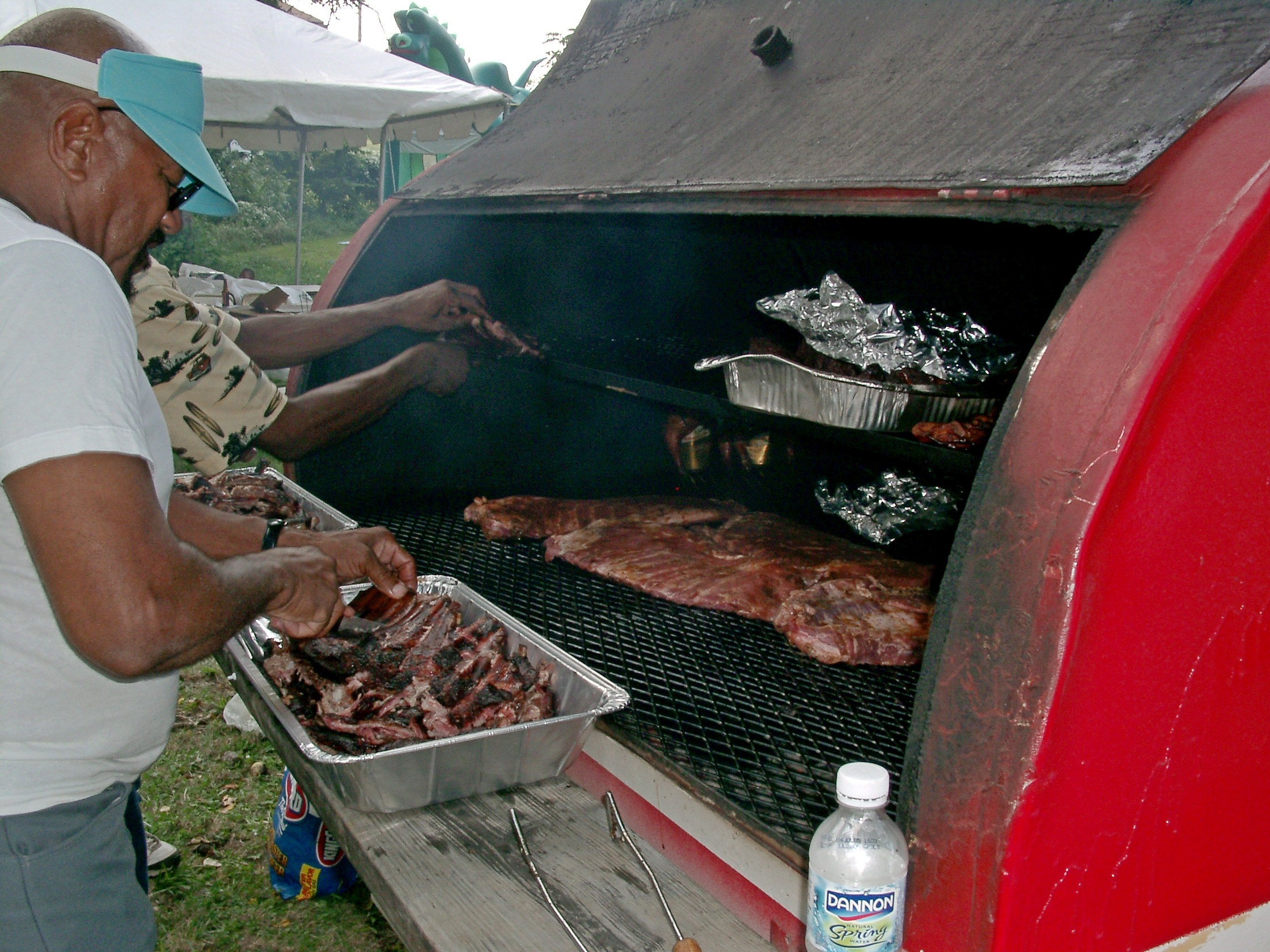
مدخن على شكل برميل على مقطورة. المقالي الموجودة على الرف العلوي تحتوي على الهامبرغر والنقانق. يتم استخدام الشواية السفلية لطهي أضلاع لحم الخنزير و " دجاج مخمور ".

تأتي الكلمة الإنجليزية «باربيكيو» وما يقابلها في اللغات الأخرى من الكلمة الإسبانية بارباكوا . يعتقد علماء أصل الكلمة أن هذا مشتق من البارابيكو الموجود في لغة شعب الأراواك في منطقة البحر الكاريبي وشعب تيموكوا في فلوريدا.  وقد دخلت بعض اللغات الأوروبية في شكل بارباكوا المذكورة أعلاه. يتتبع قاموس أوكسفورد الإنجليزي (OED) الكلمة إلى هيسبانيولا ويترجمها على أنها «إطار عمل من العصي الموضوعة على الوظائف».
كان جونزالو فرنانديز دي أوفييدو إي فالديس، المستكشف الإسباني، أول من استخدم كلمة «باربيكوا» المطبوعة في إسبانيا عام 1526 في القاموس الأسباني (بالأسبانية: Diccionario de la Lengua Española)(الإصدار الثاني) من الأكاديمية الملكية الإسبانية. بعد هبوط كولومبوس في الأمريكتين عام 1492، عثر الإسبان على ما يبدو على لحم تاينو يشوي على شواية تتكون من إطار خشبي يرتكز على أعواد فوق النار. تصاعدت النيران والدخان ولفتا اللحم، مما أعطاها نكهة معينة.
تتضمن طريقة البارباكو التقليدية حفر حفرة في الأرض ووضع بعض اللحم - عادة لحم خروف كامل - فوق قدر حتى يمكن استخدام العصائر في صنع المرق. ثم يتم تغطيتها بأوراق العسق والفحم، وتشعل النار فيها. تستغرق عملية الطهي بضع ساعات. وصف أولوداه اكيوانو، وهو أحد دعاة إلغاء الرق في إفريقيا، طريقة تحميص التمساح بين شعب البعوض (شعب ميسكيتو) في رحلاته إلى كابو غراسياس أ ديوس في روايته `` السرد المثير للاهتمام لحياة أولودا إكويانو ''.
اقترح اللغويون أن الكلمة قد تم إقراضها على التوالي إلى الإسبانية، ثم البرتغالية، والفرنسية، والإنجليزية. في الشكل باربيكادو، تم استخدام الكلمة في اللغة الإنجليزية في عام 1648 من قبل بوشامب بلانتاجنيت المفترض في المسالك وصف مقاطعة نيو ألبيون : «الهنود بدلاً من ملح باربيكادو أو سمك جاف وسموك».
وفقًا لمكتب المدير التنفيذي، كان أول استخدام مسجل في الشكل الحديث في عام 1661، في جامايكا إدموند هيكرينجيل. ظهرت أيضًا في 1672 في كتابات جون ليدرير بعد أسفاره في جنوب شرق أمريكا الشمالية في 1669-1670. كان أول استخدام معروف كاسم في عام 1697 من قبل القرصان الإنجليزي ويليام دامبير. في رحلته الجديدة حول العالم، كتب دامبير، «... استلقي هناك طوال الليل، فوق إطارات بوربيكو، أو إطارات العصي، مرتفعة على بعد حوالي 3 أقدام من الأرض».
في وقت مبكر من ثلاثينيات القرن الثامن عشر، كان المتشددون في نيو إنجلاند على دراية بالشواء، كما في 4 نوفمبر 1731، كتب جوشوا هيمبستيد المقيم في نيو لندن في يومياته: «كنت في مادم وينثروبس في الترفيه، أو تريت أوف كولن [كولونيل] أو سامل براونز أ بارباكويد.» [انظر يوميات يشوع [انظر يوميات جوشوا هيمبستيد (لندن الجديدة: جمعية لندن التاريخية الجديدة، 1901)، p. 241. ] قدم قاموس صموئيل جونسون 1756 التعريفات التالية:
- «إلى الشواء - مصطلح يشير إلى تضميد خنزير كامل»(شهادة على البابا)
- «الشواء - خنزير يرتدي ملابس كاملة»

في حين أن التهجئة الإنجليزية الحديثة القياسية للكلمة هي الشواء، يمكن أيضًا العثور على اختلافات بما في ذلك الشواء والاقتطاع مثل مقاطع (bar-bq) أو إختصار (BBQ).  تم تقديم شواء الإملاء في ميريام وبستر وقواميس أكسفورد كمتغير. في جنوب شرق الولايات المتحدة، تُستخدم كلمة الشواء في الغالب كاسم يشير إلى لحم الخنزير المشوي، بينما في الولايات الجنوبية الغربية يتم طهي قطع اللحم البقري غالبًا.

## ذات الصلة
ولأن كلمة «باربيكيو» جاءت من السكان الأصليين، فقد أعطاها الأوروبيون «دلالات وحشية». تعزز هذه العلاقة مع البرابرة و «المتوحشين» من خلال عمل إدموند هيكرينجيل «شاهد جامايكا»: مع جميع الموانئ والمرافئ والعديد من السبر والمدن والمستوطنات من خلال أوصافها لأكل لحوم البشر. ومع ذلك، وفقًا لأندرو وارنز، هناك القليل جدًا من الأدلة على أن قصة هيكرينجيل عن أكل لحوم البشر في منطقة البحر الكاريبي صحيحة تمامًا. يظهر تصوير كاذب بارز آخر لحفلات الشواء المأخوذة من أكل لحوم البشر في رحلات تيودور دي بري العظيمة، والتي في نظر وارنز، «تقدم طبخ الدخان باعتباره نموذجًا أساسيًا للوحشية الكامنة... التي تحتوي في كل مكان بداخلها على إمكانية عنف آكلي لحوم البشر». واليوم، يقرن أولئك الموجودون في الولايات المتحدة حفلات الشواء بـ «أمريكانا الكلاسيكية».

## الأنماط

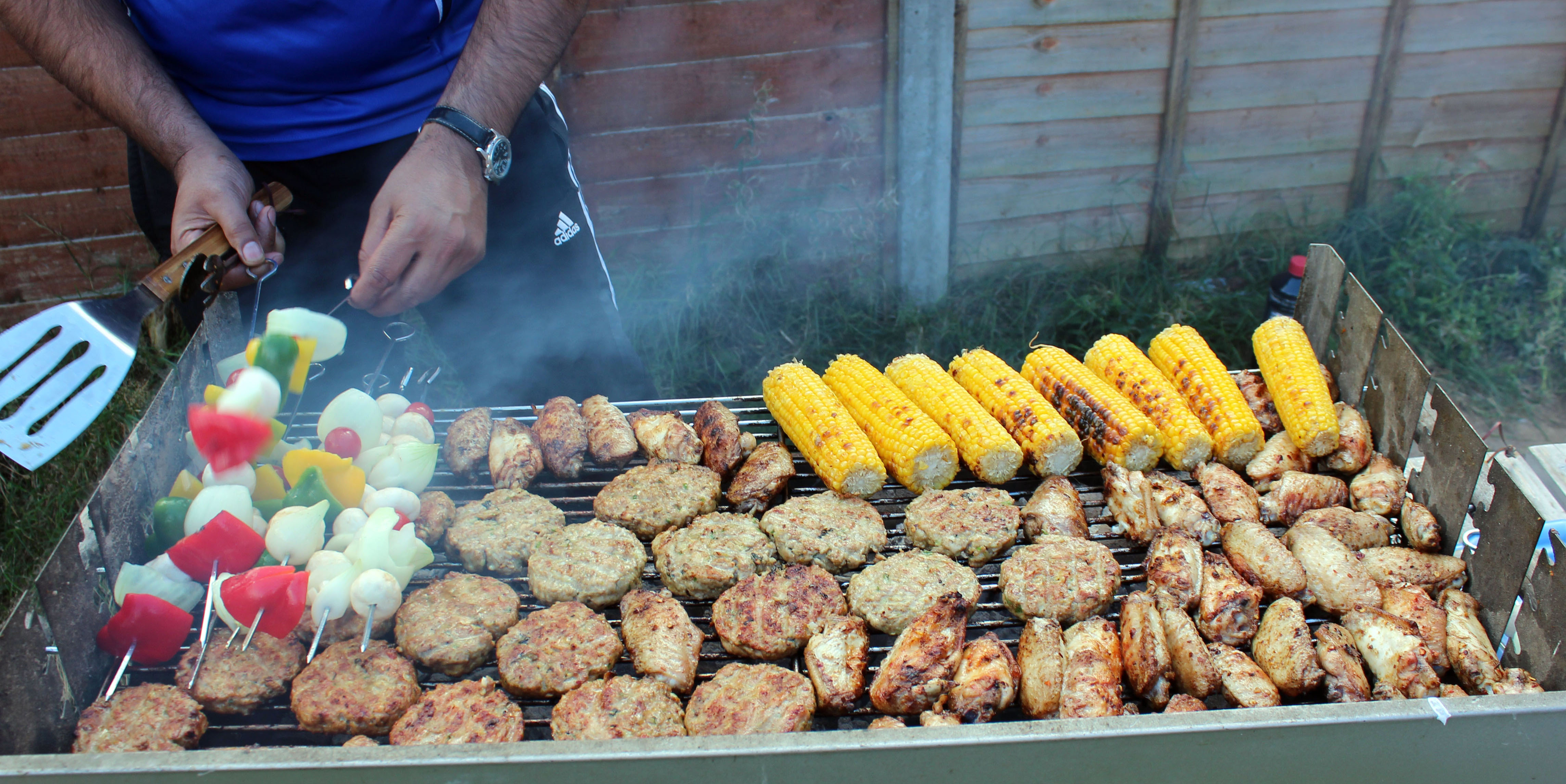
مشاوي بريطانية تشمل كباب دجاج، أجنحة دجاج متبلة، ذرة حلوة، وتشكيلة من الخضار.

في استخدام اللغة الإنجليزية الأمريكية، يشير الشوي إلى عملية سريعة على حرارة عالية بينما يشير الشواء إلى عملية بطيئة باستخدام حرارة غير مباشرة أو دخان ساخن، على غرار بعض أشكال التحميص. في الشواية المنزلية النموذجية بالولايات المتحدة، يتم طهي الطعام على شبكة مباشرة فوق الفحم الساخن، بينما في الشواء الأمريكي، يتم نثر الفحم على الجوانب أو على مسافة كبيرة من الشبكة. في الاستخدام البريطاني، يشير الشواء إلى عملية طهي سريعة تتم مباشرة على حرارة عالية، بينما يشير الشوي إلى الطهي تحت مصدر حرارة مباشرة تتراوح بين المتوسطة والعالية - المعروف في الولايات المتحدة باسم الشوي . إصداراتها الأمريكية الجنوبية هي شوهاسكو البرازيلي الجنوبي والأرجنتيني أسادو.

### الولايات المتحدة الأمريكية
وفقًا للتقديرات، قبل الحرب الأهلية الأمريكية، كان الجنوبيون يأكلون حوالي خمسة أرطال من لحم الخنزير مقابل كل رطل من لحم البقر كانوا يتناولونه. بسبب الجهود المبذولة لالتقاط هذه الخنازير البرية وطهيها، أصبح ذبح الخنازير وقتًا للاحتفال وستتم دعوة الحي للمشاركة في السخاء. في ثقافة لويزيانا كريول وكاجون، تسمى هذه الأعياد بوشيري أو «بيكين الخنازير». نمت حفلات الشواء الجنوبية التقليدية من هذه التجمعات.

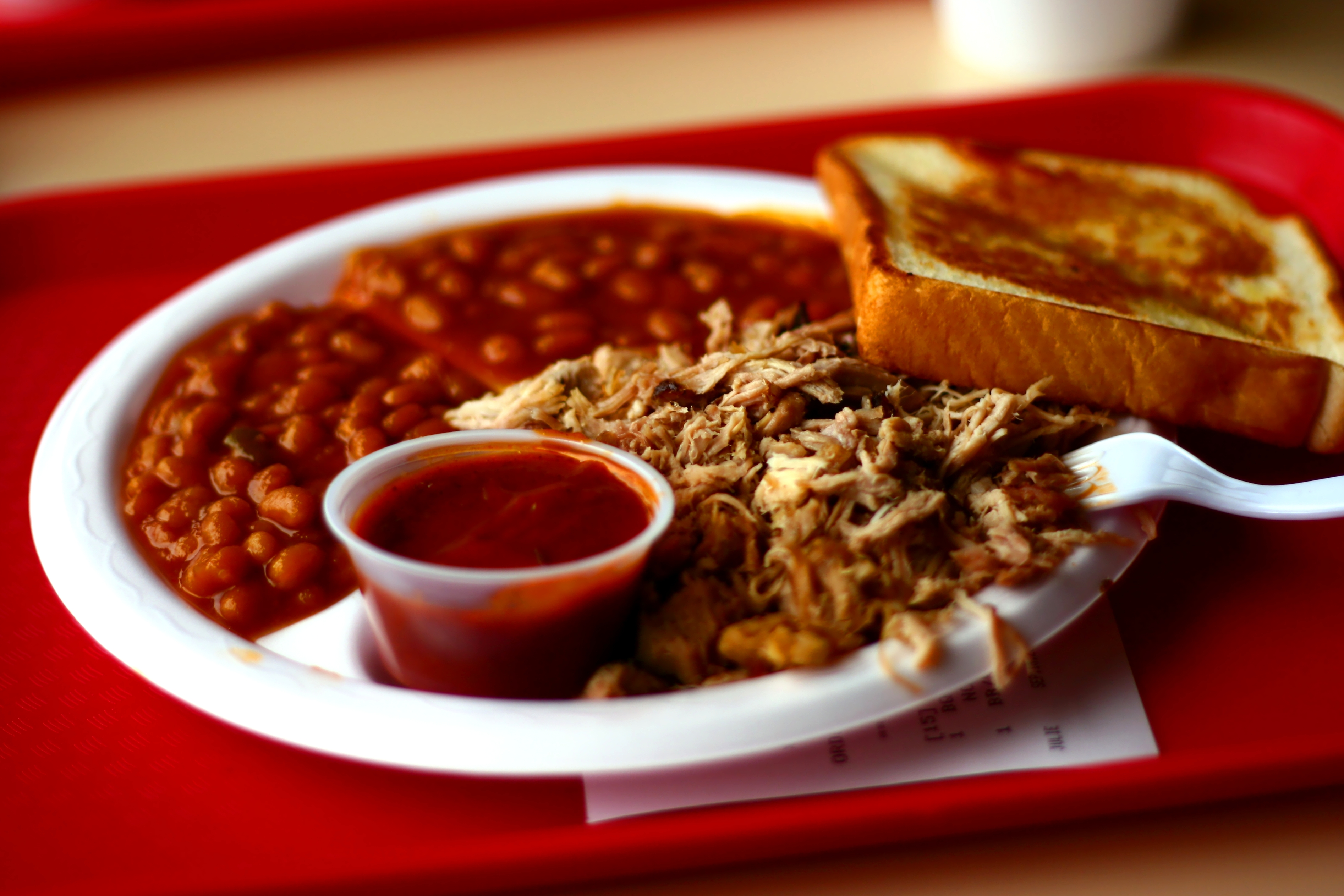
طبق نموذجي من لحم الخنزير المشوي المفروم كما يتم تقديمه في مطعم مع حبوب الشواء والصلصة ونخب تكساس

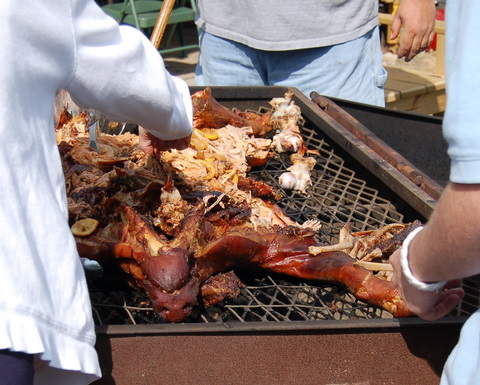
خنزير مشوي

كل منطقة جنوبية لديها مجموعة متنوعة من الشواء، وخاصة الصلصات. ساوث كارولينا هي الولاية الوحيدة التي تضم تقليديًا جميع صلصات الشواء الأربعة المعترف بها، بما في ذلك الصلصات القائمة على الخردل والخل والصلصات الخفيفة والثقيلة القائمة على الطماطم. تختلف صلصات ولاية كارولينا الشمالية حسب المنطقة؛ يستخدم شرق كارولينا الشمالية صلصة تعتمد على الخل، ويستخدم وسط الولاية الشواء على طراز ليكسينغتون، مع مزيج من الكاتشب والخل كقاعدة لهم، ويستخدم غرب كارولينا الشمالية قاعدة كاتشب أثقل. تشتهر حفلة شواء على طراز ممفيس بالصوصات التي تعتمد على الطماطم والخل. في بعض مؤسسات ممفيس وكنتاكي، يُفرك اللحم بالتوابل الجافة (فرك جاف) ويدخن فوق خشب الجوز بدون صلصة. ثم يتم تقديم الشواء النهائي مع صلصة الشواء على الجانب.
غالبًا ما تكون حفلات الشواء في ألاباما وجورجيا وتينيسي عبارة عن لحم خنزير، وغالبًا ما يتم تقديمها مع صلصة حلوة من الطماطم. توجد العديد من الاختلافات الإقليمية. تشتهر ولاية ألاباما أيضًا بصلصتها البيضاء المميزة - صلصة مايونيز - والخل مصدرها شمال ولاية ألاباما، وتستخدم في الغالب على الدجاج ولحم الخنزير. من العناصر الشائعة في ولاية كارولينا الشمالية وممفيس شطيرة لحم الخنزير المسحوبة التي تُقدم على كعكة وغالبًا ما تعلوها سلطة الكرنب. يتم تحضير لحم الخنزير المسحوب عن طريق تقطيع لحم الخنزير بعد شويه.
يتميز الشواء على طراز مدينة كانساس باستخدام أنواع مختلفة من اللحوم، بما في ذلك لحم الخنزير المسحوب، وأضلاع لحم الخنزير، والنهايات المحترقة، والنقانق المدخنة، ولحم الصدر البقري، وأضلاع اللحم البقري، والدجاج المدخن / المشوي، والديك الرومي المدخن، وأحيانًا الأسماك - مجموعة متنوعة تُعزى لتاريخ مدينة كانساس كمركز لتعبئة اللحوم. الهيكوري هو الخشب الأساسي المستخدم للتدخين في مدينة كانساس، في حين أن الصلصات عادةً ما تعتمد على الطماطم مع النكهات الحلوة والحارة والرائعة.
يسود لحم البقر في ولاية ماريلاند ويتم الاستمتاع به غالبًا في «مشوي الثيران» الكبير في الهواء الطلق، والذي عادة ما يكون مناسبات لجمع التبرعات للنوادي والجمعيات. لا يُعد لحم البقر على طريقة ماريلاند نتاجًا لطهي الشواء بالمعنى الدقيق للكلمة؛ اللحم غير مدخن بل مشوي على نار عالية. عادة ما يتم تقديم اللحم بشكل نادر مع صلصة الفجل القوية كتوابل مفضلة.
تعتبر ولاية كنتاكي، ولا سيما المنطقة الغربية حول أوينسبورو وهندرسون، أمرًا غير معتاد في طهي الشواء. اللحم المفضل هو لحم الضأن. غالبًا ما يستخدم هذا النوع من شواء لحم الضأن في المناسبات المجتمعية في كنتاكي، مثل التجمعات السياسية ومعارض المقاطعات وفعاليات جمع التبرعات الكنسية.
الشواء في تكساس هو لحم البقر في الغالب، بسبب العلاقات التاريخية للولاية بتربية الماشية.

### جنوب أفريقيا
برايس هي تجمعات غير رسمية للعائلة والأصدقاء الذين يجتمعون حول نار مفتوحة في أي مناسبة وفي أي مكان به شواية. إنها مرتبطة بالطقس الدافئ المستمر في جنوب إفريقيا والذي يؤدي إلى الكثير من الأنشطة الجماعية في الهواء الطلق. تذكرنا عملية الاجتماع حول شواء بالأجيال الماضية التي تجمعت حول النيران المكشوفة بعد مطاردة، مما عزز أهمية الشواء للتقاليد. لقد توسعت الحداثة في الشواء لاستخدام شوايات الغاز، ولكن غالبًا ما يتم استخدام بوابات الشواء الفولاذية ونيران المخيمات. استخدام شواية الغاز أمر غير مقبول واستخدام الفحم مقبول، لكن يُنظر إلى الخشب على أنه أفضل طريقة لطهي اللحم.
من المتوقع أن يحضر الأشخاص الذين يحضرون الشواء وجبات خفيفة ومشروبات ولحوم أخرى لتناولها حتى تنتهي الوجبة الرئيسية من طهيها على الشواية. يُعرف هذا النشاط الشبيه بالحظ المتوفر باسم «جلب وشواء». يعد الطبخ على الشواء تجربة ترابطية للآباء والأبناء، بينما تعد النساء السلطات والأطباق الجانبية الأخرى في المطابخ أو في مناطق أخرى بعيدًا عن الشواية. من أمثلة اللحوم المعدة للشواء لحم الضأن وشرائح اللحم والضلوع الاحتياطية والنقانق والدجاج والأسماك. ميللي باب، المعروف أيضًا بالإنجليزية باسم "Krummel Pap"، عبارة عن دقيق ذرة مفتت يتم تقديمه غالبًا كطبق جانبي.
أصبح يوم التراث في جنوب إفريقيا، الذي يتم الاحتفال به في 24 سبتمبر، يُعرف أيضًا باسم يوم براي الوطني، وتم تغييره إلى تراث براي، حيث يتم الاحتفال بالعطلة عادةً بواحد. دعا ديزموند توتو إلى الاحتفال باليوم الوطني للبراي في عام 2007 بسبب التمتع العالمي بالبرايس عبر الأعراق في جنوب إفريقيا، وختمها كرمز للتراث الجنوب أفريقي.

## التقنيات

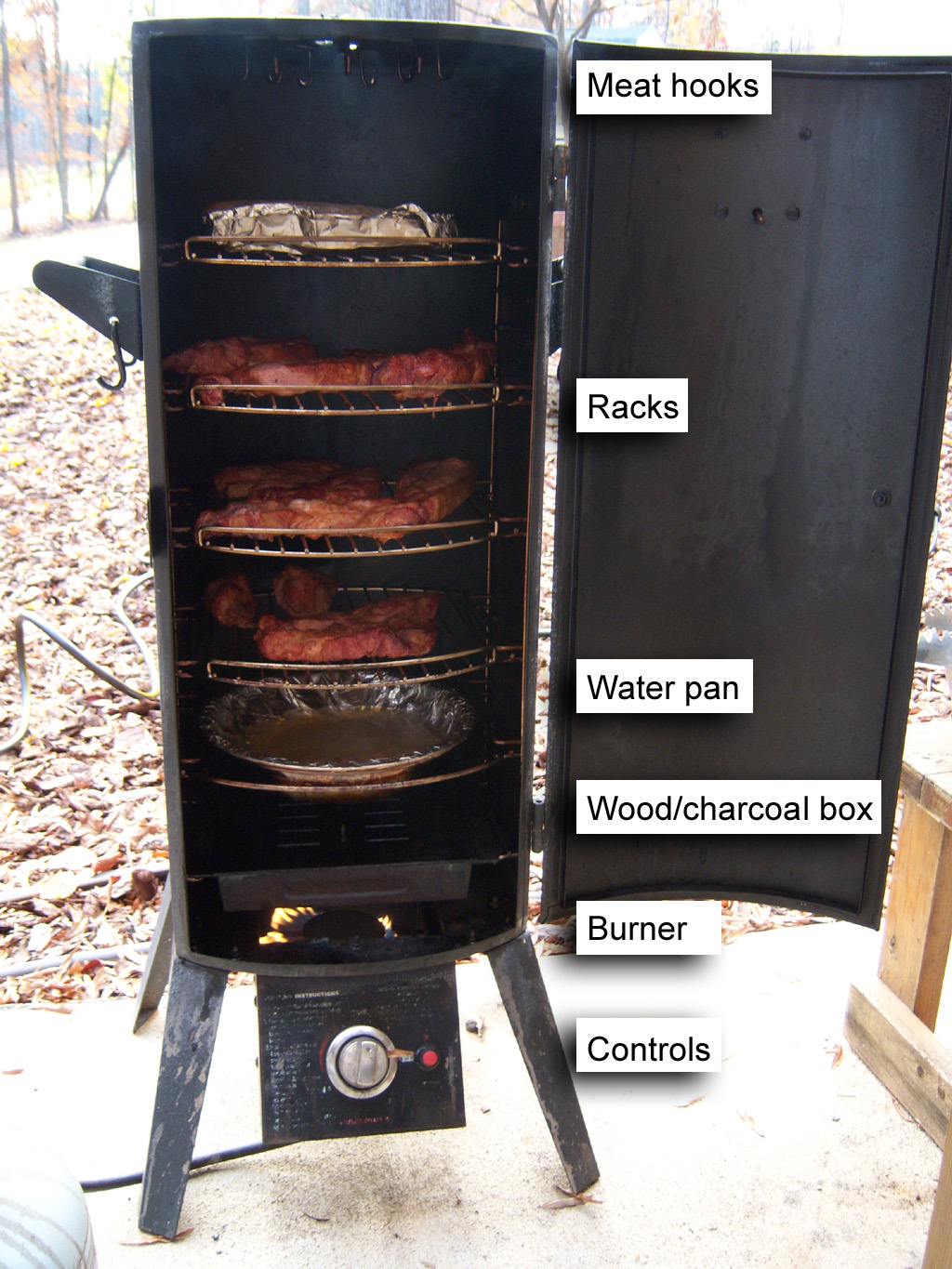
رسم تخطيطي لمدخن البروبان المستخدم في الشواء

يشمل الشواء أنواعًا متعددة من تقنيات الطهي. الأسلوب الأصلي هو الطهي باستخدام الدخان في درجات حرارة منخفضة - عادة حوالي 240-280 درجة فهرنهايت أو 115 - 145 درجة مئوية - وأوقات طهي أطول بشكل ملحوظ (عدة ساعات)، والمعروفة باسم التدخين .

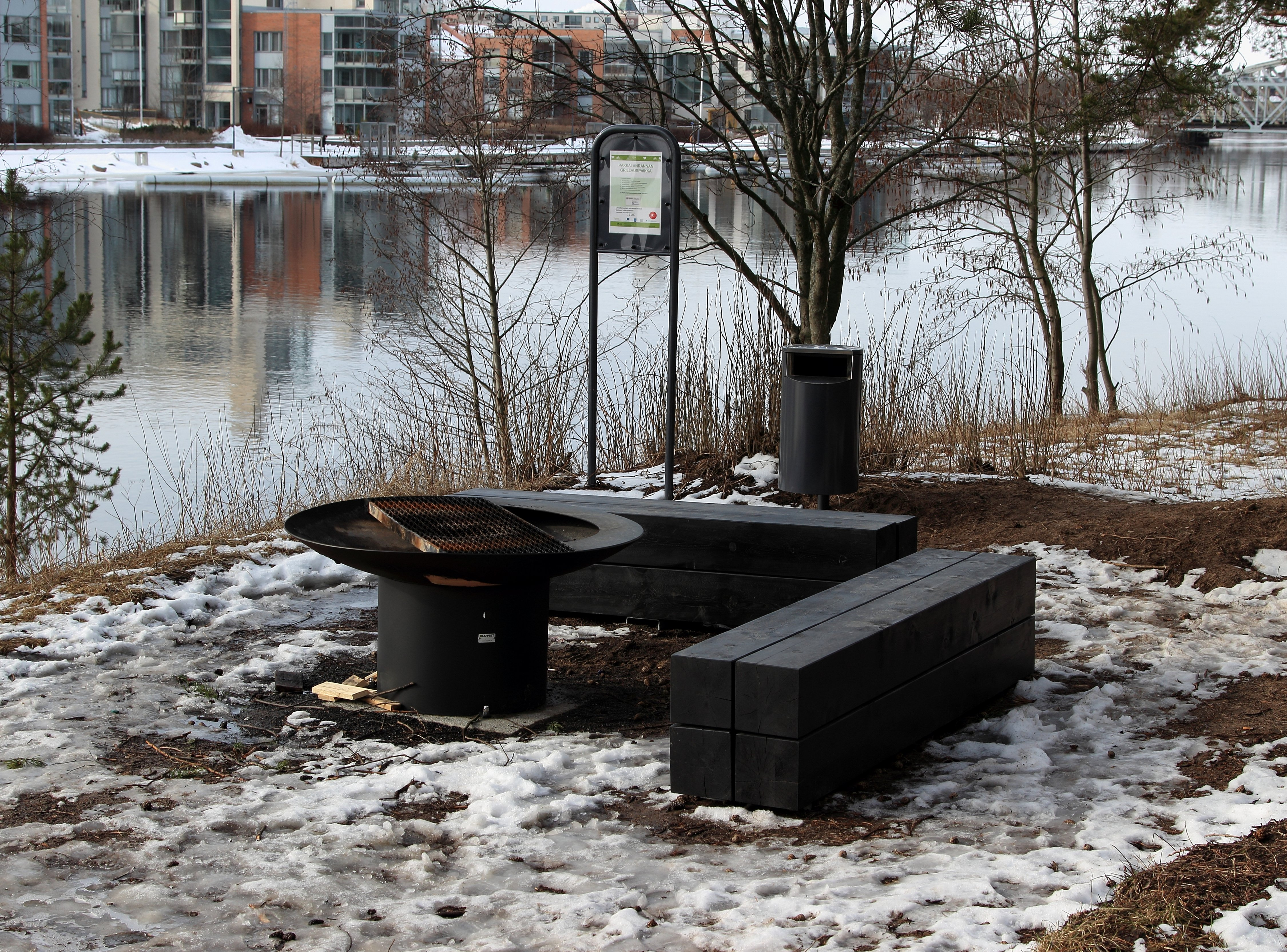
موقع شواء عام في حديقة في أولو، فنلندا، في 23 مارس 2014.

يتم الشوي على حرارة جافة مباشرة، عادة على نار ساخنة فوق 500 °ف (260 °م) لبضع دقائق. يمكن الشواء على الخشب أو الفحم أو الغاز أو الكهرباء. فارق التوقيت بين التدخين والشوي هو اختلاف درجات الحرارة. في درجات الحرارة المنخفضة المستخدمة للتدخين، يستغرق اللحم عدة ساعات للوصول إلى درجة الحرارة الداخلية المطلوبة.

### التدخين
التدخين هو عملية تنكيه الطعام و / أو طهيه و / أو حفظه عن طريق تعريضه للدخان الناتج عن الاحتراق أو الاحتراق، وغالبًا ما يكون الخشب. اللحوم والأسماك هي الأطعمة المدخنة الأكثر شيوعًا، على الرغم من أن الجبن والخضروات والمكسرات والمكونات المستخدمة في صنع المشروبات مثل البيرة أو البيرة المدخنة يتم تدخينها أيضًا.

### شواء

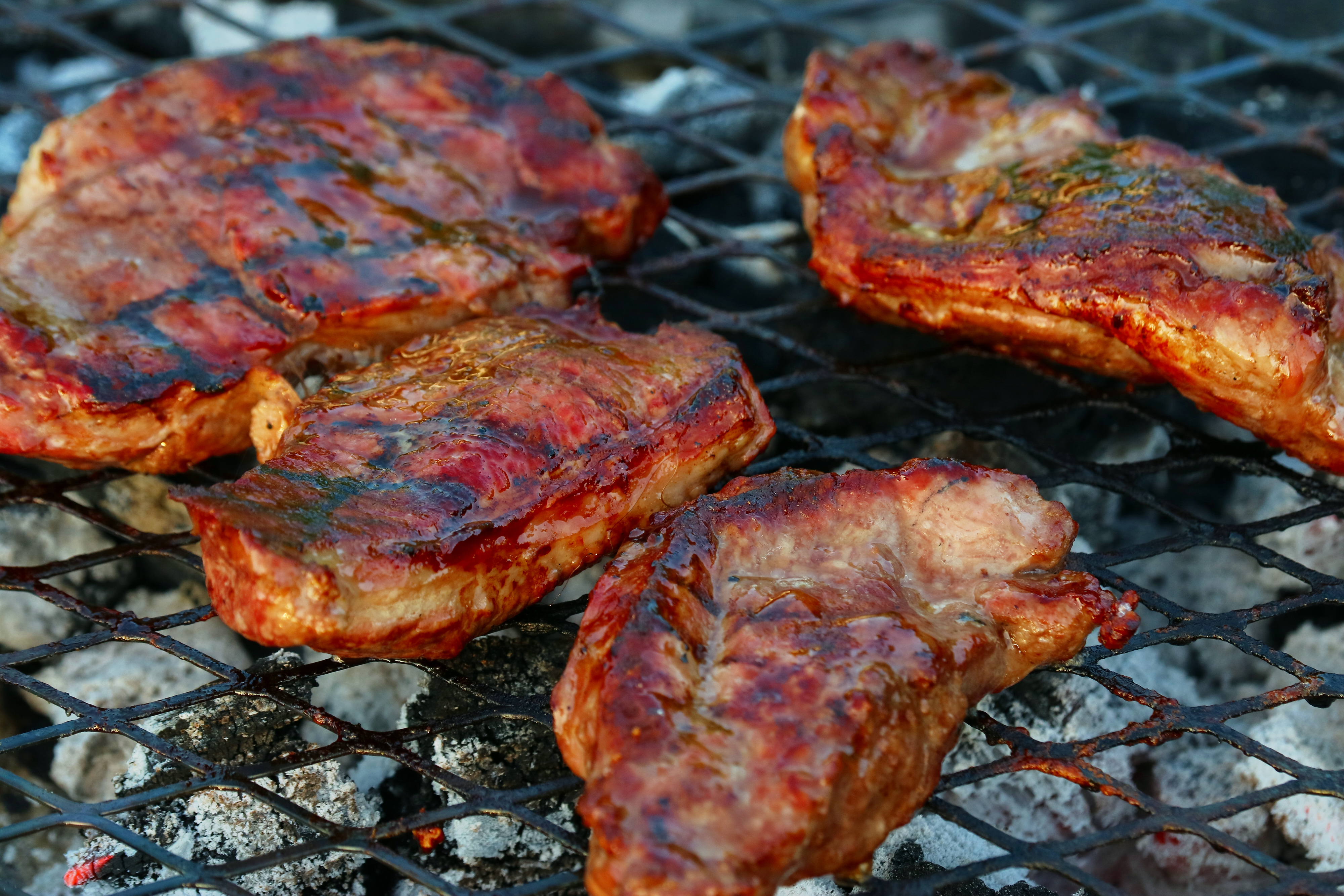
شواء لحم الضأن على الجمر الساخن

الشواء هو شكل من أشكال الطهي الذي يتضمن حرارة جافة مطبقة على الطعام، إما من الأعلى أو من الأسفل. يعتبر الشوي تقنية فعالة لطهي اللحوم أو الخضار بسرعة لأنها تنطوي على قدر كبير من الحرارة المشعة المباشرة. هناك العديد من طرق الشواء، والتي تتضمن نوعًا من الطهي أو التحميص. هذه واحدة من أقل التقنيات شيوعًا عند طهي أطعمة الشواء الكلاسيكية.
غالبًا ما يتم استخدام الكلمتين «الشواء» و «الشواء» بالتبادل، على الرغم من أن خبراء الطعام يجادلون بأن الشواء هو نوع من الشواء، وأن الشوي ينطوي على استخدام مستوى أعلى من الحرارة لحرق الطعام، في حين أن عملية الشواء هي عملية أبطأ. حرارة منخفضة.

## استخدامات أخرى
يستخدم مصطلح الشواء أيضًا للإشارة إلى نكهة مضافة إلى المواد الغذائية، وأبرزها رقائق البطاطس.

## أساليب
الباربكيو تشمل اربع أو خمس تقنيات مميزة من أنواع الطهي.
- التقنية الاصلية هي التدخين في درجات حرارة منخفضة __غالباً بين 115-145 C°__ وبشكل ملحوظ تستغرق وقتاً أطول يصل إلى ساعات..
- التقنية الأخرى تعرف بـ الخبز باستخدام فرن حجري أو فرن شواء يعتمد نظام انتقال حراري لطهي اللحوم والنشويات بدرجات معتدلة لمعدل زمني معين حوالي الساعة.
- التحمير يدمج الحرارة المباشرة والجافة حيث توضع المواد على سطح مضلع مع وعاء مملوء بالمرق. وباستخدام هذه التقنية الطهي يجري بسرعات متنوعة حيث إنه يبدأ بسرعة ثم يبطء ويسرع مجدداً وينتهي بعد بضع ساعات.
- الشواء يتم على حرارة مباشرة وجافة ايضاً.. وغالباً ما تكون فوق فرن ذي ملتهب الحرارة أكثر من (°500F°(260C خلال بضع دقائق وأما يكون فوق الحطب، الفحم، على الغاز أو باستخدام الكهرباء.. واختلاف المدة بين الباربيكيو والشواء يعود لاختلاف الحرارة. فالمنخفضة منها هي اللازمة لعمل الباربكيو، فاللحوم على سبيل المثال تحتاج لعدة ساعات للوصول لــ درجة الاستواء المرغوب بها..

## وصلات خارجية
- تتبيلة الدجاج المشوي بالباربكيو.
- Chisholm, Hugh, ed. (1911). "Barbecue" . Encyclopædia Britannica (بالإنجليزية) (11th ed.). Vol. 3.
- سلامة أغذية الشواء (وزارة الزراعة الأمريكية).
- الأسئلة الشائعة حول شواء الإنترنت.
- الشواء: تاريخ أقدم شبكة ويب لفنون الطهي في العالم من مكتبة الكونغرس.